# رامزي هايتس (كامبريدجشير)
رامزي هايتس (بالإنجليزية: Ramsey Heights)‏ هي قرية تقع في المملكة المتحدة في كامبريدجشير.